# Adelpha melona
Adelpha melona, a irmã melona, é uma espécie de borboleta da família Nymphalidae. Ela é encontrada na América Central e na América do Sul.
A envergadura é de cerca de 50 mm.

## Subespecies
- A. m. melona (o Brasil (Pará))
- A. m. deborah Semanas, 1901 (Colômbia)
- A. m. leucocoma Fruhstorfer, 1915 (Brasil (Amazonas), Trinidad)
- A. m. pseudarete Fruhstorfer, 1915
- A. m. neildi Willmott, 2003 (Panamá)